# Tofieldia glabra
Tofieldia glabra là một loài thực vật có hoa trong họ Tofieldiaceae. Loài này được Nutt. miêu tả khoa học đầu tiên năm 1818.